# マシュー・リス
マシュー・リース（Matthew Rhys、1974年11月8日 - ）は、イギリスの俳優。ウェールズのカーディフ出身。
1996年に王立演劇学校（RADA）を卒業。主にイギリス国内の舞台、テレビドラマ、映画に出演している。2006年から2011年まで放送された『ブラザーズ&シスターズ』のケヴィン・ウォーカー役、2013年から放送された『ジ・アメリカンズ』のフィリップ・ジェニングス役で知られ、第70回エミー賞ドラマ部門主演男優賞を受賞した。

## 来歴

### 生い立ち
ウェールズの首都カーディフで生まれ育つ。基礎教育はウェールズ語で受けた。したがって第一言語はウェールズ語だが、英語も同様に話す。両言語とも母国語といえる。
17歳の時、学校のミュージカルエルビス・プレスリーで主役を務め、ロンドンの王立演劇学校（RADA）に1993年に入学、1996年に卒業。

## キャリア
RADA在籍中に英国放送協会（BBC）のポリスシリーズ『Back-Up』『ハウス・オブ・アメリカ』に出演。その後、カーディフに戻りウェールズ語の映画『Bydd yn Wrol (Be Brave)』に出演、ウェールズアカデミー賞ベストアクターを受賞。
1998年1月、ニュージーランドのテレビドラマ『グリーンストーン』に出演。2000年にはジュリー・テイモアの初監督映画『タイタス』でアンソニー・ホプキンスおよびジェシカ・ラングと共演。『ミラクル*ショー〜ハロルド・スミスに何が起こったか?〜』に出演後ウェールズに戻り、『スモール・ミラクル（米国タイトル）』と『ベリー・アニー・メアリー』に出演。ベリー・アニー・メアリーではABCのテレビドラマ『ブラザーズ&シスターズ』で共演するレイチェル・グリフィス、長年の友人であるヨアン・グリフィズと共演。
2000年にはグラナダテレビのドラマ『メトロポリス』に、翌2001年には映画『ピーチ』に出演。また、同じ年にロンドンのギールグッド劇場での『卒業』公演では主役ベンジャミンを演じ批評家から絶賛された。
17世紀を舞台とする『アブダクション・クラブ』をアイルランドで撮影、また『タブロイド』に主演し再びニュージーランドへと向かいBBCのテレビ映画『ロストワールド』に出演する。他に第一次世界大戦のプラハが舞台となったホラー映画『デス・フロント』やクライム・コメディー『フェイカーズ』に出演している。
2006年に『私の婚活恋愛術』、2007年に『Virgin Territory』そして2008年には『ザ・エッジ・オブ・ウォー 戦火の愛』と続けて映画に出演している。
2010年には『Patagonia: Crossing the Plain / Croesi'r Paith』を上梓。南米パタゴニアの一カ月にわたる旅を数多くの写真とともに英語とウェールズ語で記述。歴史的背景をもとにパタゴニアのウェールズの植民地を設立したウェールズ人に思いをはせている。また、パタゴニアへのウェールズ人の移民を描いたドラマ（ウェールズ語およびスペイン語、英語字幕）である『パタゴニア（原題）Patagonia』に出演。
2013年からはFXのスパイスリラードラマ『ジ・アメリカンズ』に出演し、監督も務めた。第70回エミー賞主演男優賞（ドラマシリーズ部門）を受賞した。

## 私生活
ラグビーの国際試合に出られるなら、喜んでキャリアを放棄するというほどラグビー好き。
また、同じウェールズ出身の俳優ヨアン・グリフィズとはとても親しく、10年近くフラットをシェアをしていた。ヨアン・グリフィズの結婚式ではベストマンを務めお祝いのスピーチを行った。
ウェールズのカーディフ湾にあるウェールズミレニアムセンター(Wales Millennium Centre) の Hijinx Theatre の後援者でもある。
『ジ・アメリカンズ』の共演者ケリー・ラッセルと交際し、2016年には子供が生まれた。

## 主な出演作品

### 映画
- ハウス・オブ・アメリカ House Of America (1997) 日本未公開
- エリザベス Elizabeth (1998) クレジットなし
- ミラクル*ショー〜ハロルド・スミスに何が起こったか?〜 Whatever Happened to Harold Smith? (1999)
- タイタス Titus (1999)
- ベリー・アニー・メアリー Very Annie Mary (2000) 日本未公開
- ピーチ Peaches (2001) 日本未公開
- デス・フロント Deathwatch (2002)
- 失われた世界 The Lost World (2002) テレビ映画
- FAKERS フェイカーズ 4日間で借金を返す法 Fakers (2003)
- 新・刑事コロンボ 虚飾のオープニングナイト（別名：殺意のナイトクラブ） Columbo: Columbo Likes the Nightlife (2003) テレビ映画
- 私の婚活恋愛術 Love and Other Disasters (2006)
- Virgin Territory (2007)
- ザ・エッジ・オブ・ウォー 戦火の愛 The Edge of Love (2008) 劇場未公開
- パタゴニア Patagonia  (2010) 日本未公開
- スケープゴート The Scapegoat (2012) テレビ映画
- 戦場のブラックボード En mai, fais ce qu'il te plaît (2015)
- 二ツ星の料理人 Burnt (2015)
- ペンタゴン・ペーパーズ/最高機密文書 The Post (2017)
- モーグリ: ジャングルの伝説 Mowgli: Legend of the Jungle (2018)
- ザ・レポート The Report (2019)
- 幸せへのまわり道 A Beautiful Day in the Neighborhood (2019)
- コカイン・ベア Cocaine Bear (2023)
- ブルー きみは大丈夫 IF (2024)
- サタデー・ナイト/NYからライブ! Saturday Night (2024)
- Watchmen: Chapter1 (2024)

### テレビシリーズ
- ブラザーズ&シスターズ Brothers & Sisters (2006-2011)
- エドウィン・ドルードの謎 The Mystery of Edwin Drood (2012) ミニシリーズ
- 高慢と偏見、そして殺人 Death Comes to Pemberley (2013) ミニシリーズ
- ジ・アメリカンズ The Americans (2013-2018) （第5シーズン第7話、第6シーズン第2話では監督も務める）
- The Wine Show -極上のワインに魅せられて- The Wine Show (2016-2018) グルメ番組の案内役
- GIRLS/ガールズ Girls (2017)
- ペリー・メイスン Perry Mason (2020-)